# 武夷派
武夷派，為金庸筆下的一個虛擬門派。在金庸小說《鹿鼎記》裡有提到這個門派，但全書對這個門派著墨甚少，不過卻有一位赫赫有名的人入門於此，就是施琅，書中有提到施琅為武夷派一個高手，擅長內家氣功十三太保橫練金剛身，但是事實是否是如此便不曉得了。